# Papilio manlius
Papilio manlius är en fjärilsart som beskrevs av Fabricius 1798. Papilio manlius ingår i släktet Papilio och familjen riddarfjärilar. IUCN kategoriserar arten globalt som nära hotad. Inga underarter finns listade i Catalogue of Life.